# Frauen-Wasserballnationalmannschaft der Vereinigten Staaten
Die Frauen-Wasserballnationalmannschaft der Vereinigten Staaten ist die Nationalmannschaft der Frauen aus den Vereinigten Staaten in der Sportart Wasserball (englisch: Water Polo). Sie vertritt die Vereinigten Staaten bei internationalen Wettbewerben wie Olympischen Spielen, Weltmeisterschaften oder Panamerikanischen Spielen. Die organisatorische Verantwortung liegt beim Verband USA Water Polo.
Die Nationalmannschaft der Vereinigten Staaten ist die erfolgreichste Nationalmannschaft bei den Frauen. Bei Olympischen Spielen gewann das Team drei Gold- und zwei Silbermedaillen sowie eine Bronzemedaille. Die Mannschaft war achtmal Weltmeister und gewann zusätzlich bei Weltmeisterschaften eine Silbermedaille und zwei Bronzemedaillen. Bei den Panamerikanischen Spielen erkämpfte das Team sechs Goldmedaillen und eine Silbermedaille.

## Erfolge

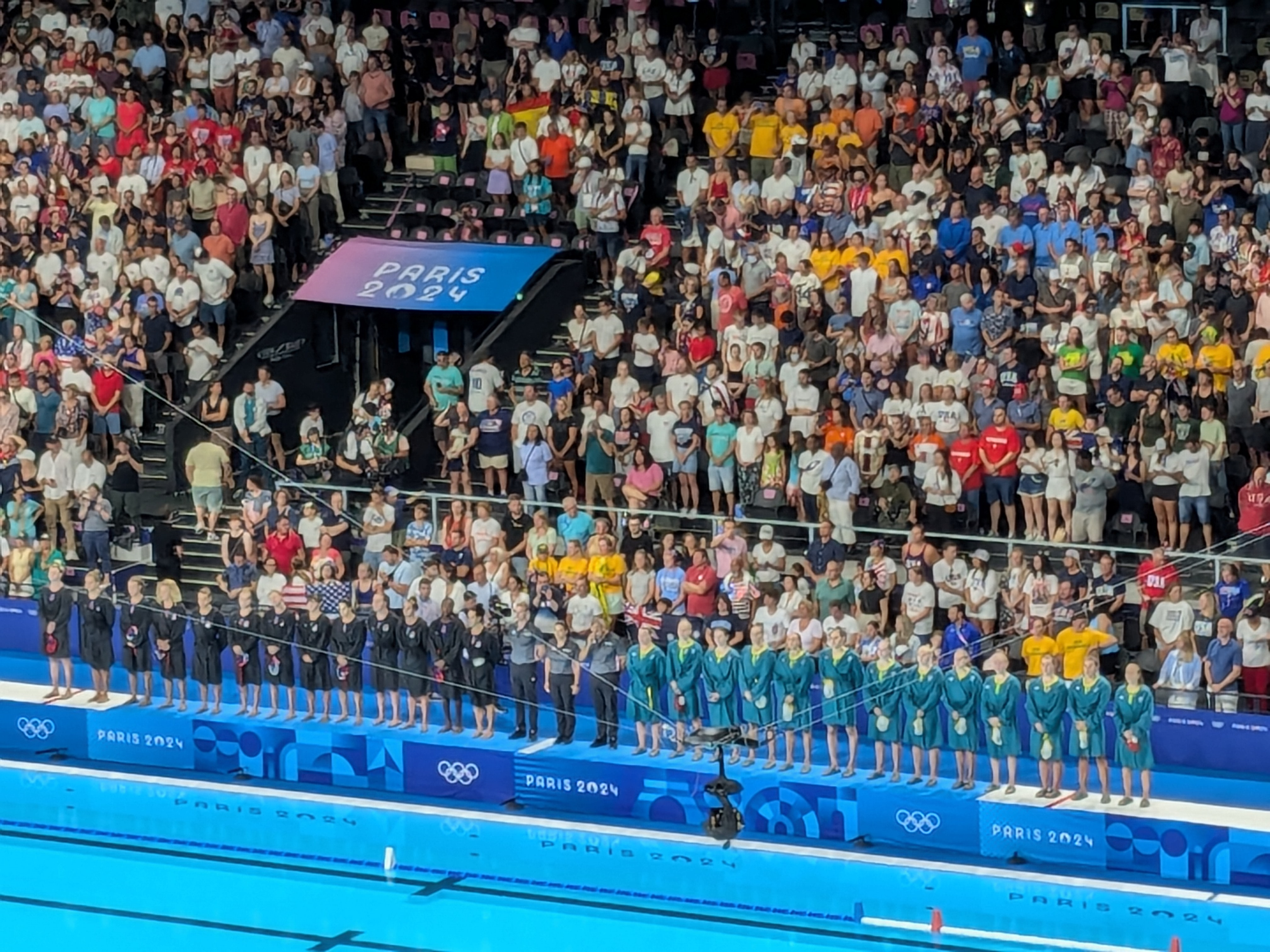
Das US-Team (links) und die Australierinnen vor dem olympischen Halbfinale 2024

### Olympische Spiele
Die Mannschaft der Vereinigten Staaten qualifizierte sich für die Teilnahme an allen olympischen Wasserballturnieren:
- 2000: Silbermedaille
- 2004: Bronzemedaille
- 2008: Silbermedaille
- 2012: Olympiasieger
- 2016: Olympiasieger
- 2020: Olympiasieger
- 2024: 4. Platz

### Weltmeisterschaften
Die Nationalmannschaft der Vereinigten Staaten qualifizierte sich für die Teilnahme an allen der bisher 16 ausgetragenen Wasserballweltmeisterschaften:
- 1986: Bronzemedaille
- 1991: Bronzemedaille
- 1994: 4. Platz
- 1998: 8. Platz
- 2001: 4. Platz
- 2003: Weltmeister
- 2005: Silbermedaille
- 2007: Weltmeister
- 2009: Weltmeister
- 2011: 6. Platz
- 2013: 5. Platz
- 2015: Weltmeister
- 2017: Weltmeister
- 2019: Weltmeister
- 2022: Weltmeister
- 2023: 5. Platz
- 2024: Weltmeister
- 2025: 4. Platz

### Panamerikanische Spiele
- 1999: Silbermedaille[3]
- 2003: Goldmedaille
- 2007: Goldmedaille
- 2011: Goldmedaille
- 2015: Goldmedaille
- 2019: Goldmedaille
- 2023: Goldmedaille

## ISHOF
Bislang wurden vier Wasserballspielerinnen aus den Vereinigten Staaten in die International Swimming Hall of Fame aufgenommen:
- Jill Sterkel (* 1961), Aufnahme 2002 (allerdings als Schwimmerin)
- Maureen O’Toole (* 1961), Aufnahme 2010
- Brenda Villa (* 1980), Aufnahme 2018
- Heather Petri (* 1978), Aufnahme 2023